# Malarz Brygosa

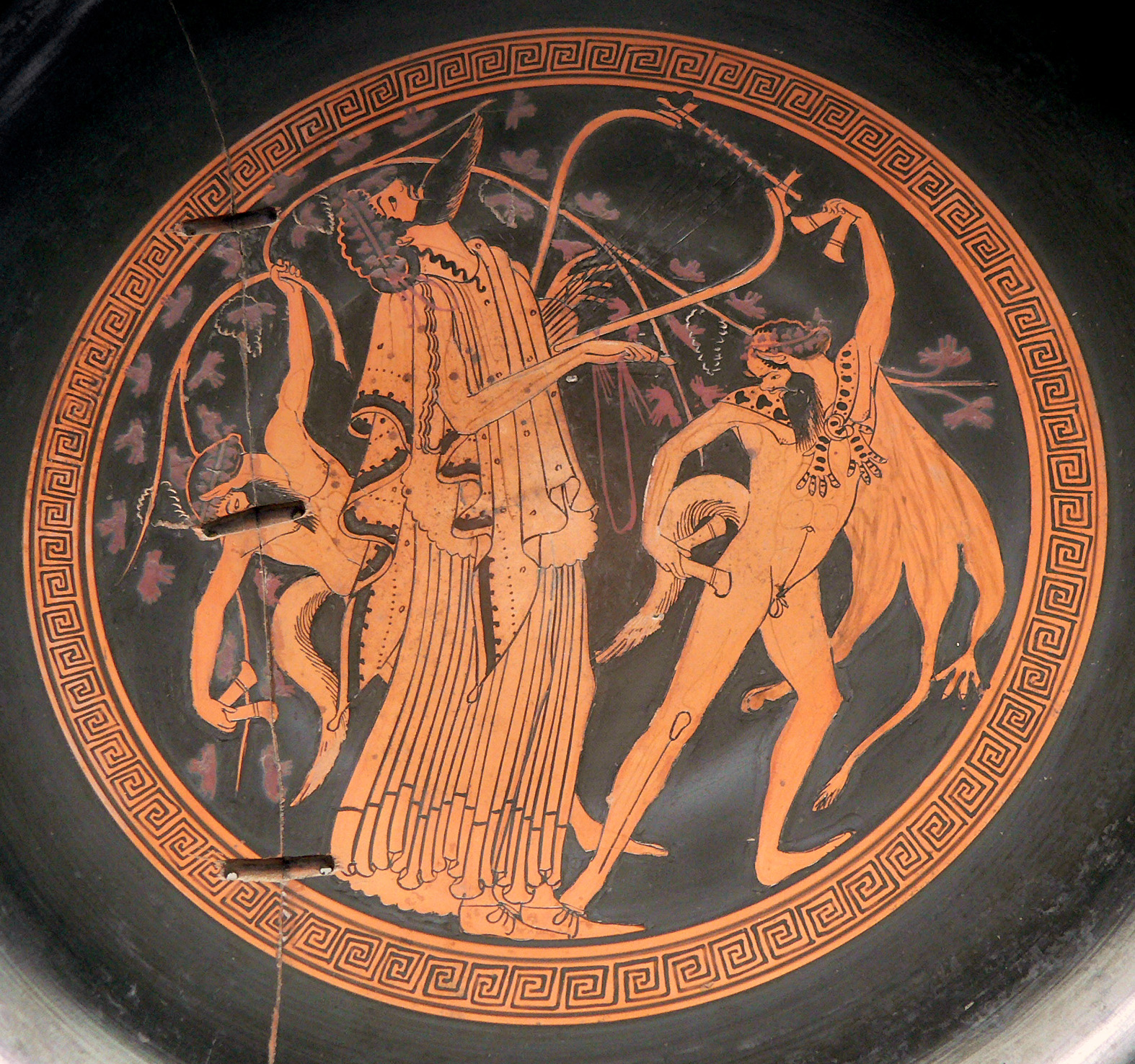
Dionizos z satyrami – medalion kyliksu przypisywany Malarzowi Brygosa (ok. 480 p.n.e.), zbiory Luwru

Malarz Brygosa – ateński malarz ceramiczny działający na przełomie VI i V wieku p.n.e., tworzący w stylu czerwonofigurowym.
Jego umowne określenie pochodzi od garncarza Brygosa, którego podpis znajduje się na wielu udekorowanych przez niego wazach. Przypisuje mu się autorstwo ponad 200 malowideł. Tworzył nowatorskie, wieloosobowe sceny o tematyce mitologicznej, cechujące się ekspresyjnymi pozami postaci oraz zindywidualizowaną gestykulacją i mimiką. Eksperymentował ze skrótami perspektywicznymi i światłocieniem. 